# Суходол (квартал)
Вижте пояснителната страница за други значения на Суходол.
Суходол e квартал на София в район Овча купел на Столичната община, бивше село.
Разположен е на около 8 километра западно от центъра на столицата, в близост до квартал Горна баня, недалеч от град Банкя. Районът е известен с минералните си води, с прекрасния ландшафт и близостта до горите на Люлин планина.

## Обекти
В Суходол се намират 72-ро основно училище „Христо Ботев“, 9 ЦДГ „Пламъче“, църквата „Свети Георги“
На около 800 метра северно от квартала се намира Суходолският манастир „Света Троица“. На около 4 километра югоизточно от центъра на квартала е стационарът на Държавната психиатрична болница за лечение на наркомании и алкохолизъм. Между стационара и квартала е сметището. На изток, между Суходол и кв. Факултета, е разположено Висшето строително училище „Любен Каравелов“. На километър северно се намира язовир Суходол, а на по-малко от 2 километра западно е язовир Патичарника, наричан също Суходол 2.

## Личности
- Жоте Илков (ок. 1833 – 1895 г.), известен народен певец и тъпанджия, живял в годините около Освобождението.[7] На него е именувана улица в квартала.

## Транспорт
През Суходол минават автобуси по маршрути № 56, 111.

## Улици и произход на имената им
| Път                   | Наречен на                                                                      | Местоположение |
| --------------------- | ------------------------------------------------------------------------------- | -------------- |
| „2 юни“               | Ден на Ботев и на загиналите за свободата и независимостта на България, празник | Карта          |
| „3 март“              | Денят на Освобождението на България от турско робство, празник                  | Карта          |
| „Банска Бистрица“     | Банска Бистрица, град в Словакия                                                | Карта          |
| „Бегония“             | Бегония (Begonia), род растения                                                 | Карта          |
| „Бели брод“           | ?                                                                               | Карта          |
| „Брегалница“          | Брегалница, река в Северна Македония                                            | Карта          |
| „Бъдеще“              | Бъдеще, времева категория                                                       | Карта          |
| „Веселин Бешевлиев“   | Веселин Бешевлиев (1900 – 1992), историк                                        | Карта          |
| „Градина“             | Градина, вид земеделска площ                                                    | Карта          |
| „Дъб“                 | Дъб (Quercus), род растения                                                     | Карта          |
| „Жоте Илков“          | Жоте Илков (1833 – 1895), музикант                                              | Карта          |
| „Златна есен“         | Есен, годишен сезон                                                             | Карта          |
| „Кирил Христов“       | Кирил Христов (1875 – 1944), поет                                               | Карта          |
| „Люлинска“            | Люлин, планина в Западна България                                               | Карта          |
| „Момина сълза“        | Момина сълза (Convallaria majalis), вид растения                                | Карта          |
| „Овчо поле“           | ?                                                                               | Карта          |
| „Околовръстен път“    | ?                                                                               | Карта          |
| „Орех“                | Орех (Juglans), род растения                                                    | Карта          |
| „Павел Младенов“      | ?                                                                               | Карта          |
| „Падина“              | ?                                                                               | Карта          |
| „Перла“               | Перла, минерал                                                                  | Карта          |
| „Прохладен кът“       | ?                                                                               | Карта          |
| „Равнище“             | „Равнище“, квартал на София                                                     | Карта          |
| „Справедливост“       | Справедливост, етическа концепция                                               | Карта          |
| „Стоичко Станиславов“ | ?                                                                               | Карта          |
| „Суходолски път“      | „Суходол“, квартал на София                                                     | Карта          |
| „Траян Танев“         | ?                                                                               | Карта          |
| „Труд“                | Труд, човешка дейност                                                           | Карта          |
| „Христо Андонов“      | Христо Андонов (1887 – 1928), революционер                                      | Карта          |
| „Щит“                 | Щит, оръжие                                                                     | Карта          |
| „Явор“                | Явор (Acer), род растения                                                       | Карта          |

## Други
На Суходол е наречена улица „Суходолска“ в София (Карта).